# Cenacolo di Fuligno
Il Cenacolo di Fuligno è un museo di Firenze, dedicato alla grande Ultima cena di Pietro Perugino, nel refettorio dell'ex-monastero di Sant'Onofrio, detto anche delle monache di Foligno.
Dal dicembre 2014 il Ministero per i beni e le attività culturali lo gestisce tramite il Polo museale della Toscana, nel dicembre 2019 divenuto Direzione regionale Musei.

## Storia

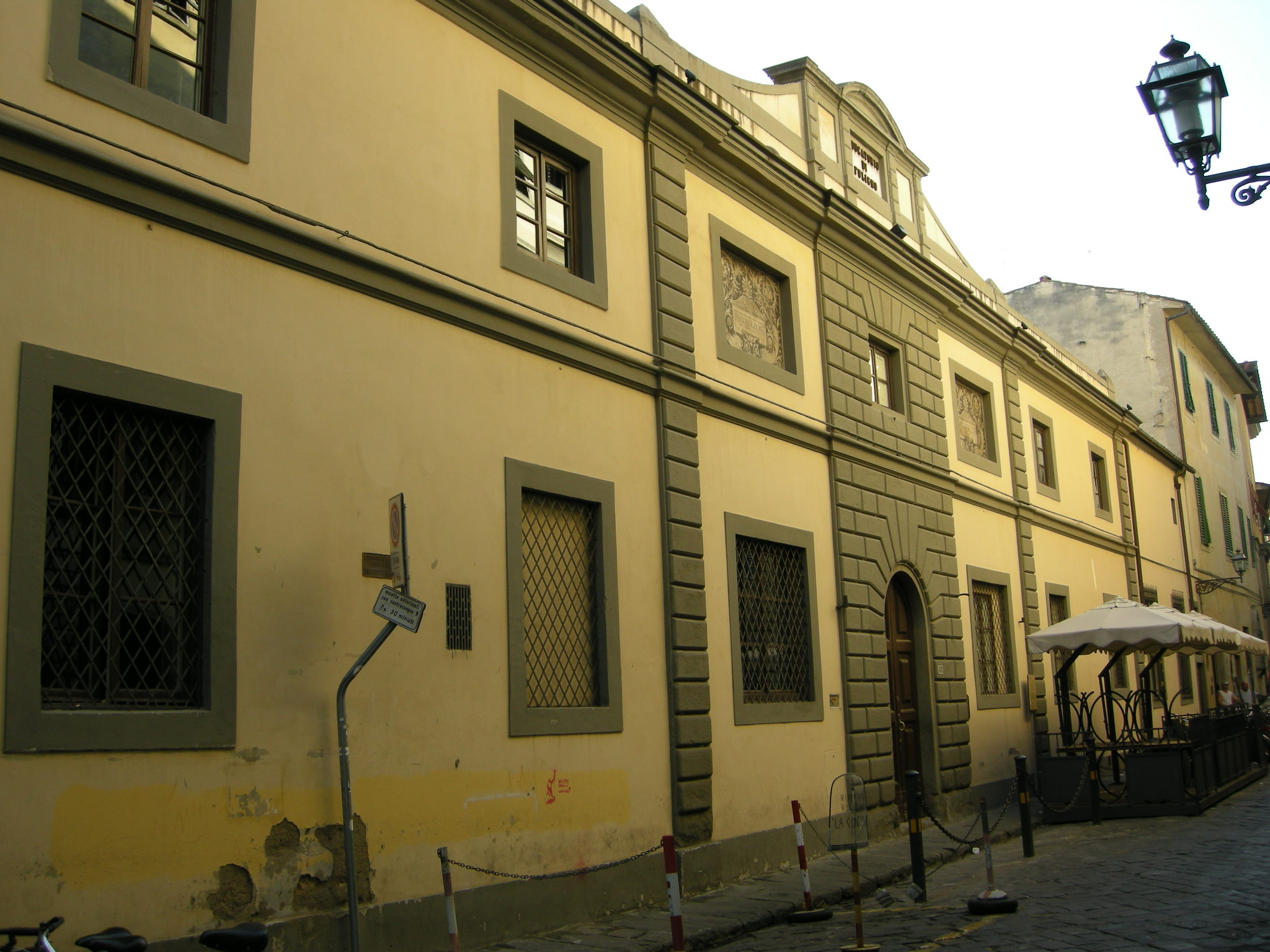
La facciata dell'educandato

Era chiamato di Fuligno dal nome delle monache francescane provenienti dall'Umbria che lo occuparono a partire dal 1419, mentre in precedenza (1316) aveva accolto un gruppo di monache agostiniane. Ristrutturato e abbellito nel Quattrocento con alcuni affreschi di Bicci di Lorenzo (1429), con le nobili religiose suor Onofria de' Conti d'Abruzzo e suor Giovanna di Onofrio degli Onofri che diedero grande slancio al monastero, nel quale entrarono anche molte nobildonne fiorentine. Qualche decennio dopo, sovvenzionarono il complesso claustrale Lorenzo de' Medici e la famiglia Lapaccini: risale a quel periodo, in particolare verso il 1480-1485 circa, la presenza della scuola del Perugino per decorare gli ambienti delle religiose.
Fu soppresso nel 1800 e adibito ad educatorio femminile.

## Il museo del Cenacolo
Il Museo del cenacolo di Fuligno è composto essenzialmente da tre ambienti: un atrio di ingresso, il vasto refettorio e una sala ad esso attigua alla fine del percorso.
Nel refettorio è l'Ultima cena, affrescata nell'ultimo decennio del Quattrocento da Pietro Perugino e bottega, scoperta solo al momento della soppressione. Nell'entusiasmo generale, il grande affresco era stato inizialmente attribuito a Raffaello. 
Sempre nel refettorio, è stata allestita tra 2008 e 2009 una piccola raccolta di dipinti e sculture di fine XV-inizio XVI secolo, tra cui un altro dipinto del Perugino (Crocifissione e santi, dall'altare della chiesa di Sant'Onofrio) e altre opere della sua scuola. Tra le opere più interessanti un nucleo di opere di Lorenzo di Credi, del Franciabigio, una Madonna col Bambino fra i santi Francesco e Maddalena di Ridolfo del Ghirlandaio recante la data 1503 e proveniente dalla Compagnia del Santissimo Sacramento e della Santissima Annunziata annessa alla chiesa di Sant'Andrea a Mosciano, un San Sebastiano frammentario riferibile a Silvestro dell'Aquila, un Crocifisso attribuito a Benedetto da Maiano.
Nell'ultima sala, assieme ad alcuni affreschi staccati provenienti da tabernacoli viari e legati alla scuola del Perugino, si trovano alcuni reperti etruschi ed egizi, in deposito dal Museo archeologico nazionale che proprio qui ebbe la sua prima sede.

## La chiesa di Sant'Onofrio
La chiesa annessa dedicata a Sant'Onofrio, destinata ad eventi, è ad aula unica e presenta una volta affrescata da Filippo Maria Galletti e due altari laterali: uno conserva una tela di Giovanni Nigetti con La Vergine porge il Bambino a San Francesco.

## L'Educatorio
L'educandato ottocentesco, attualmente sede del Centro servizi e formazione di Montedomini, si presenta all'esterno con una semplice facciata sulla quale è stato collocato il tabernacolo di Giovanni da San Giovanni raffigurante la Madonna col Bambino e santi, già sul muro del soppresso convento di Sant'Antonio di via Cennini. L'istituto comprende una chiesa dedicata alla Santissima Concezione, al cui altare è una tavola con Cristo Crocifisso tra la Madonna e San Giovanni Evangelista, opera giovanile di Alessandro Allori, del 1550 - 1555 circa.

## Altre immagini

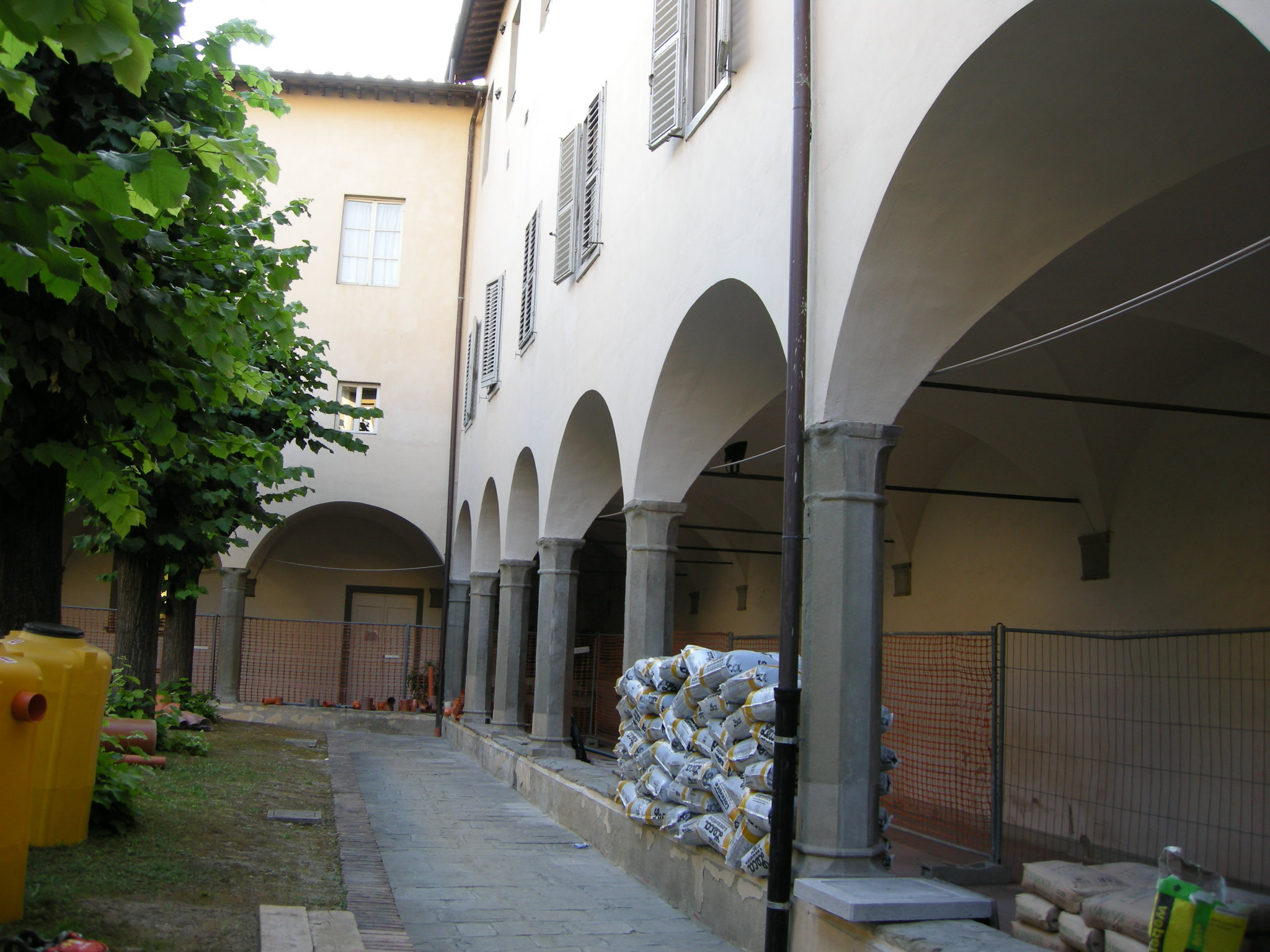
Il chiostro
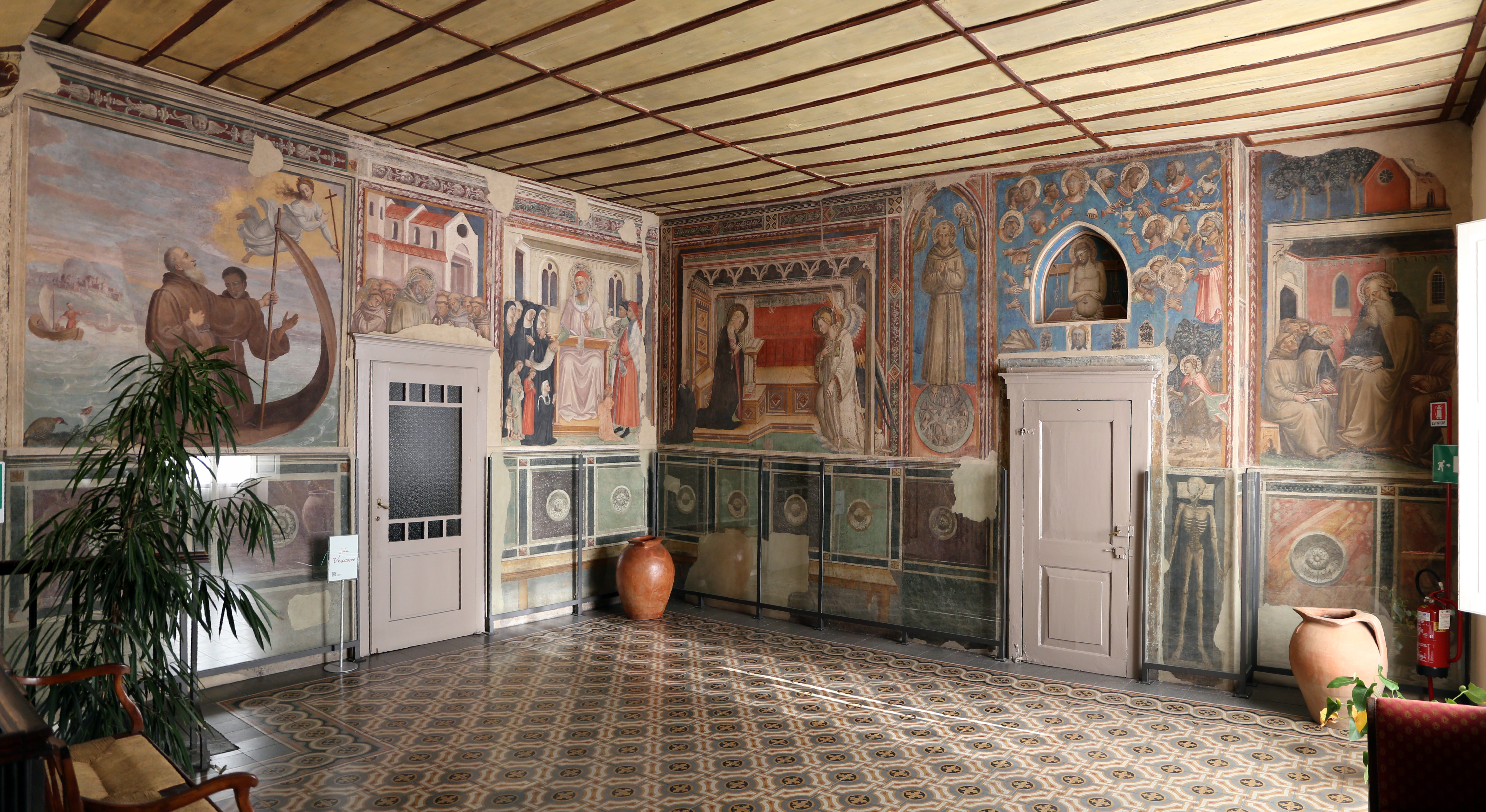
Sala affrescata
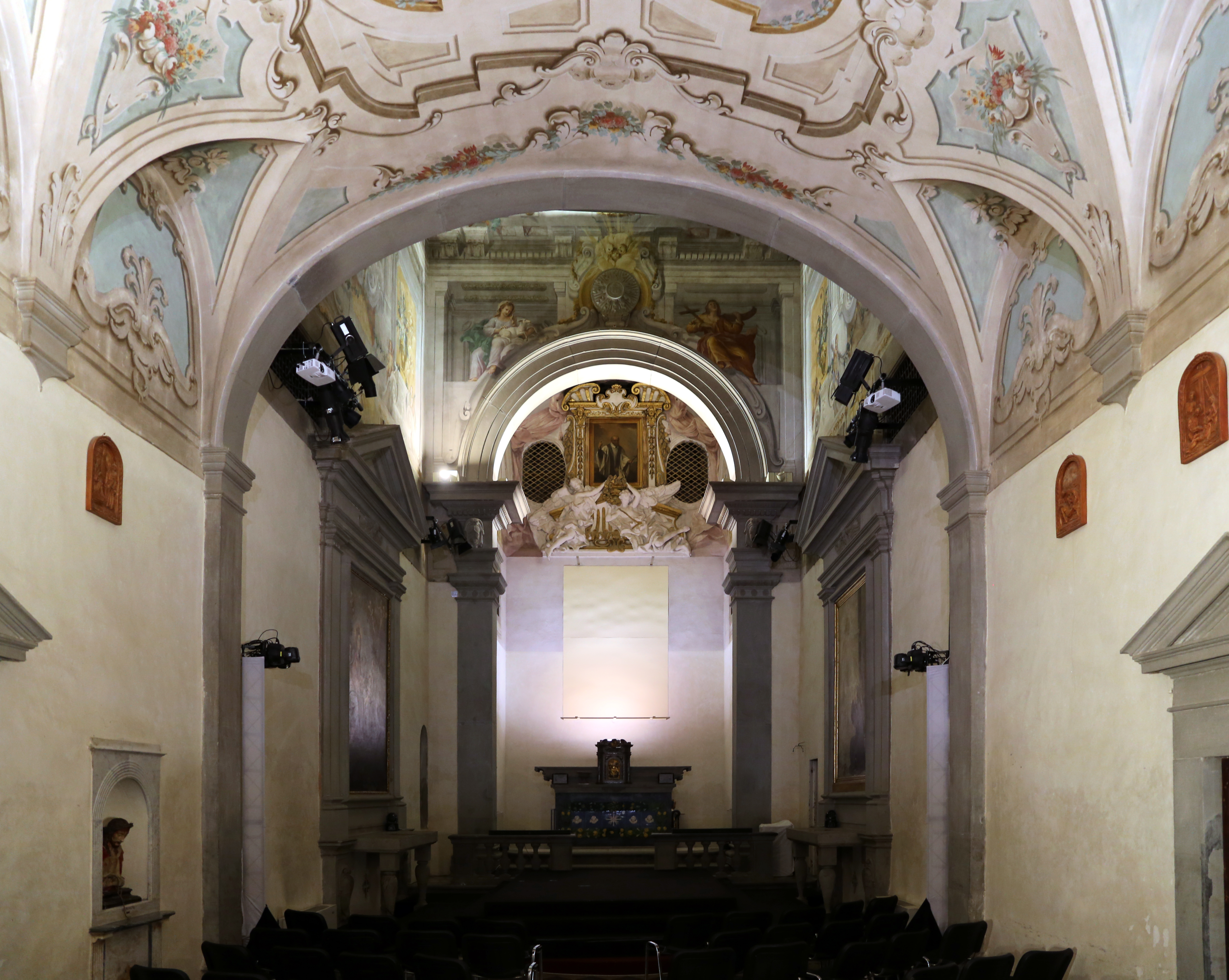
L'interno della chiesa di Sant'Onofrio
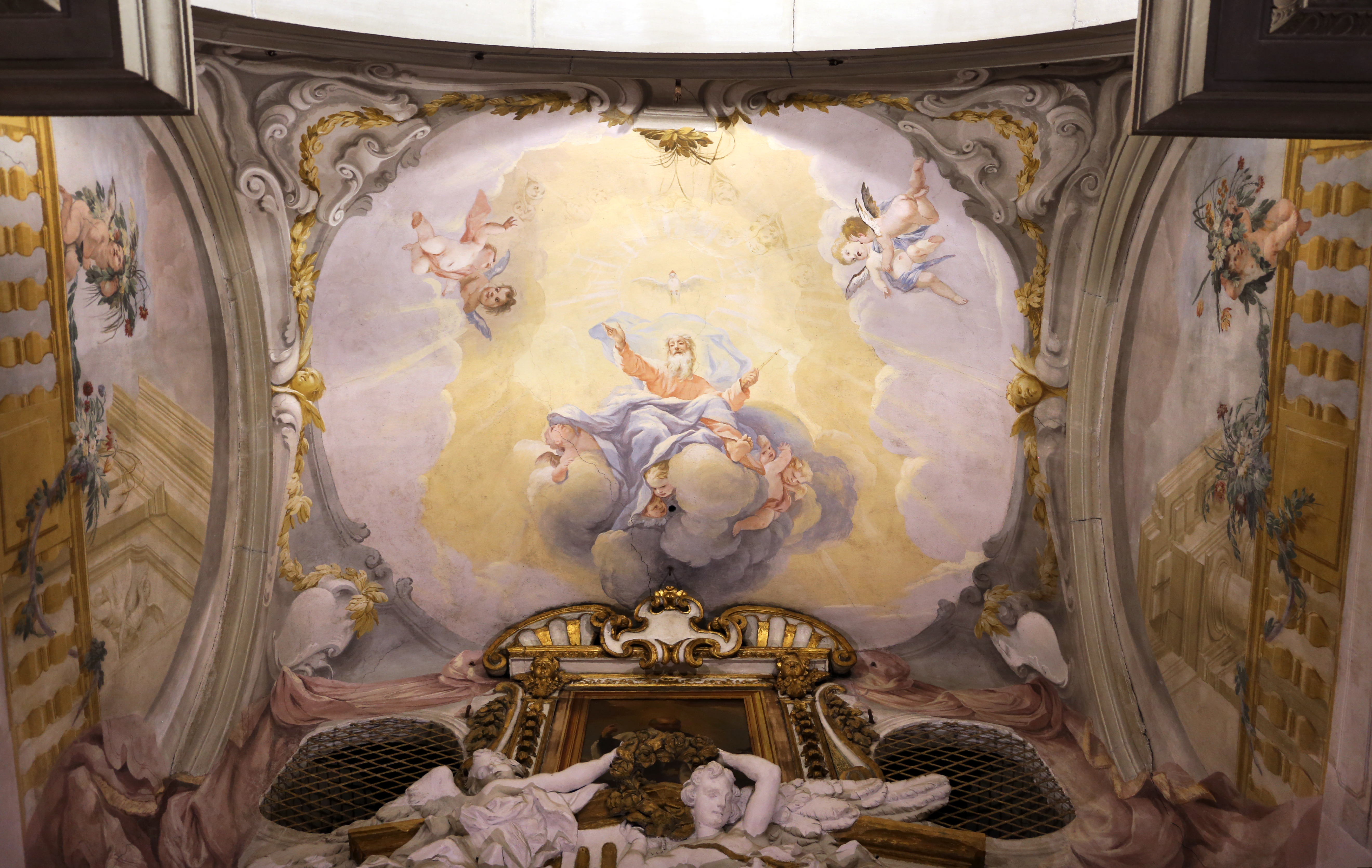
Filippo Maria Galletti, L'Eterno benedicente
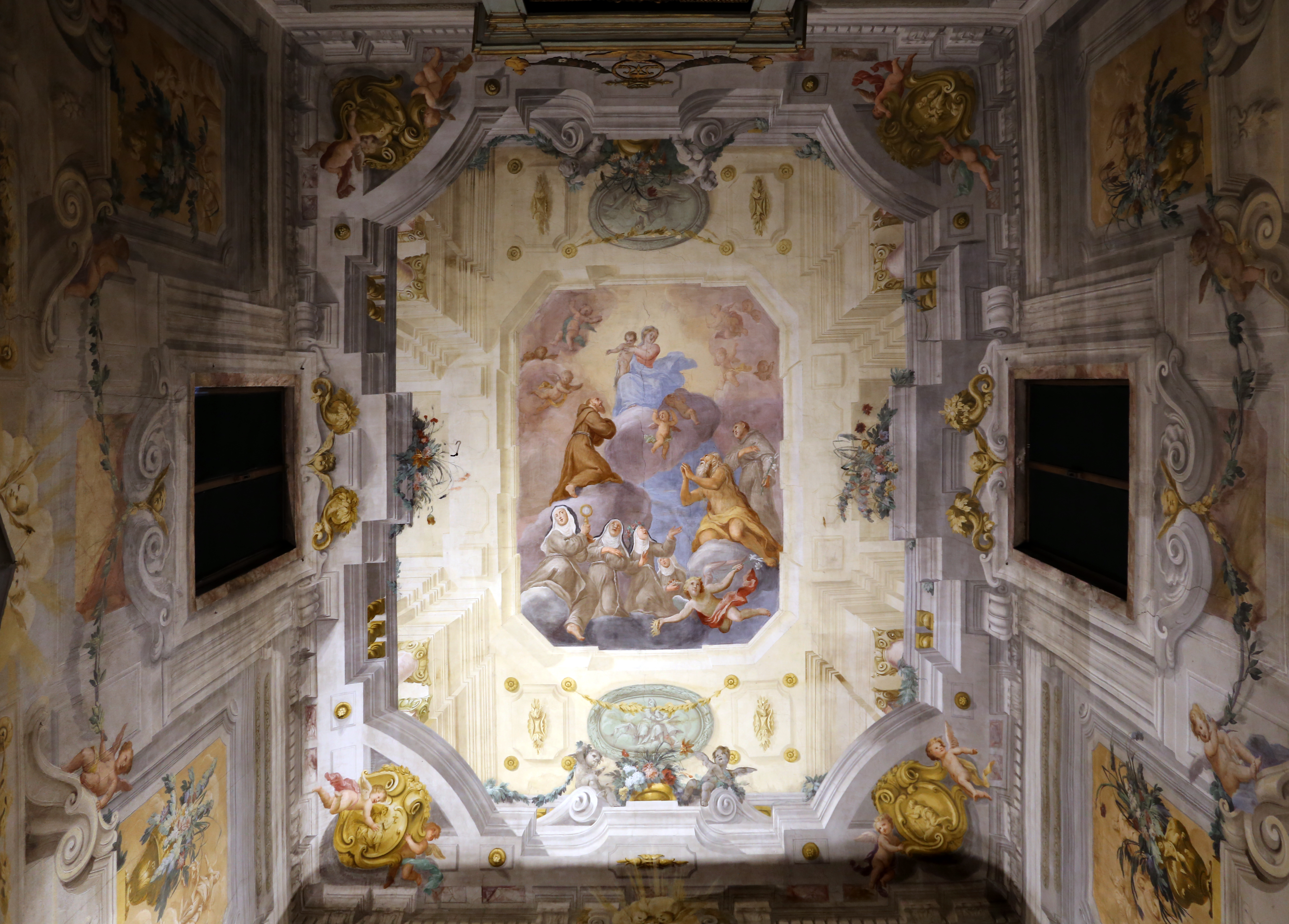
Filippo Maria Galletti, La Madonna coi Ss. Francesco, Onofrio, Antonio da Padova e le Sante monache